# Адзума, Тиёносукэ
Тиёносукэ Адзума (яп. 東 千代之介 Адзума Тиёносукэ, 19 августа 1926 — 9 ноября 2000, Токио) — японский актер кино и телевидения, а также мастер традиционного японского танца нихон-буё, иэмото школы искусства нихон-буё Вакана-рю.

## Биография
Такаюки Вакавада, получивший позже известность как Тиёносукэ Адзума, родился в семье потомственного театрального музыканта кабуки, исполнителя жанра нагаута, известного как Кинэя Ясабуро VI, и стал продолжателем старинной традиции танцовщиков родственной кабуки традиции сценического танца-представления нихон буё под руководством мастера Бандо Мицугоро VII.
Получив высшее образование в колледже Агэбоси Гакуэн (яп.) при Токийском Университете Искусств (англ.), в 1954 году молодой человек под псевдонимом Тиёносукэ Адзума становится, наряду с Итикавой Райдзо VIII, Окавой Хасидзо II и Накамурой Кинносукэ, одной из звёзд жанра дзидайгэки в новообразованной студии «Тоэй»
Обладая интересной внешностью — не столь утончённой как у многих выходцев из кабуки, и одновременно не насыщенно брутальной, как у некоторых других актеров (например, Томисабуро Вакаямы и Рютаро Отомо), с несколько желчным или уставшим выражением лица, Адзума очень быстро попадает на первые серьёзные роли и завоевывает зрительскую популярность, однако через какое-то время, не обладая стремлением к конкуренции, переходит в лидеры «второго плана». К этому периоду его карьеры, относятся, в частности, полторы дюжины фильмов, где он был партнёром играющей основную роль Хибари Мисоры.
В начале 1960-х годов студия «Тоэй» начинает переносить акценты с музыкально-исторических фильмов на современные жанры, уменьшая спрос на актёров, ставших лицами дзидайгэки 1950-х годов, и в 1965 году актёр, аналогично ряду своих коллег, переходит на телевидение. Та же внешность, бывшая несколько неклассической для широкоэкранного дзидайгэки, играет теперь для него хорошую службу, позволяя не замыкаться в рамках одного жанра, а получить также популярность в фантастических сериалах токусацу, ряде телешоу и так далее. Помимо этого, Адзума посвящает себя преподаванию японского танца, воспитав многих учеников и достигнув ранга иэмото (грандмастера, высшего главы школы), а также ещё несколько раз выходит на большой экран, последний раз — за два года до смерти, в 72-летнем возрасте.
Незадолго до ухода с «Тоэй», актер женится на актрисе Какуко Тино, бывшей актрисе театральной группы «Такарадзука Кагэкидан», пришедшей на студию практически одновременно с Адзумой (хотя и ни разу не пересекшейся с ним в фильмах) и вместе с мужем ушедшей с неё. В 1967 году в пары рождается первый сын, ставший впоследствии актёром Такафуми Ваканой. В 1985 году у актёра появляется дочь, а ещё 6 лет спустя, овдовев и вновь женившись, он в 66-летнем возрасте становится отцом и второго сына.
Актёр умер в 2000 году (в 74 года) от сердечной и почечной недостаточности.

## Фильмография
За свою карьеру Тиёносукэ Адзума снялся приблизительно в 160 кинофильмах (из которых 74 принадлежали к различной длины сериалам), а также в 19 телесериалах и нескольких телешоу. В ряде фильмов актёр играл по две роли. Большинство ролей принадлежат к жанру дзидайгэки (японской исторической драмы), однако Адзума снимался и в ролях современной тематики, вплоть до фантастического жанра токусацу.
Среди ролей актёра есть основанные на реальных исторических личностях, в том числе ряд сёгунов династии Токугава, а также несколько знаменитых в истории Японии самураев.

### Серии кинофильмов
| Год  | Японское название          | Транслитерация                    | Английское название                                                      | Русское название               | Роли              |
| ---- | -------------------------- | --------------------------------- | ------------------------------------------------------------------------ | ------------------------------ | ----------------- |
| 1954 | 雪之丞変化 第一部 復讐の恋 | Юкинодзё: хэнгэ 1: фукусю: но кой | An actor’s revenge / The Revenge of Yukinojo / Revenge of a Kabuki Actor | Месть Юкинодзё 1: Жажда мести  | Накамура Юкинодзё |
| 1954 | 雪之丞変化 第二部 復讐の舞 | Юкинодзё: хэнгэ 2: фукусю: но май |                                                                          | Месть Юкинодзё 2: Танец мести  | Накамура Юкинодзё |
| 1954 | 雪之丞変化 第三部 復讐の剣 | Юкинодзё: хэнгэ 3: фукусю: но кэн |                                                                          | Месть Юкинодзё 3: Клинок мести | Накамура Юкинодзё |

| Год  | Японское название              | Транслитерация     | Английское название | Русское название         | Роли |
| ---- | ------------------------------ | ------------------ | ------------------- | ------------------------ | ---- |
| 1954 | 里見八犬伝 第一部 妖刀村雨丸   | Сатоми хаккэндэн 1 | Sorcerer’s Orb      | Псы-Воины клана Сатоми   |      |
| 1954 | 里見八犬伝 第二部 芳流閣の龍虎 | Сатоми хаккэндэн 2 | Sorcerer’s Orb 2    | Псы-Воины клана Сатоми 2 |      |
| 1954 | 里見八犬伝 第三部 怪猫乱舞     | Сатоми хаккэндэн 3 | Sorcerer’s Orb 3    | Псы-Воины клана Сатоми 3 |      |
| 1954 | 里見八犬伝 第四部 血盟八剣士   | Сатоми хаккэндэн 4 | Sorcerer’s Orb 4    | Псы-Воины клана Сатоми 4 |      |
| 1954 | 里見八犬伝 完結篇 暁の勝鬨     | Сатоми хаккэндэн 5 | Sorcerer’s Orb 5    | Псы-Воины клана Сатоми 5 |      |

| Год  | Японское название            | Транслитерация                         | Английское название | Русское название                                   | Роли            |
| ---- | ---------------------------- | -------------------------------------- | ------------------- | -------------------------------------------------- | --------------- |
| 1954 | 霧の小次郎 第一部 金龍銀虎   | Кири но кодзиро: 1: кин рю: гин тора   |                     | Кодзиро из мглы 1: Золотой дракон, серебряный тигр | Микадзуки Додзи |
| 1954 | 霧の小次郎 第二部 魔術妖術   | Кири но кодзиро: 2: майдзюцу дзё:дзюцу |                     | Кодзиро из мглы 2: Чары и магия                    | Микадзуки Додзи |
| 1954 | 霧の小次郎 完結篇 三日月童子 | Кири но кодзиро: 3: микадзуки до:дзи   |                     | Кодзиро из мглы 3: Микадзуки Додзи                 | Микадзуки Додзи |

| Год  | Японское название          | Транслитерация                      | Английское название | Русское название                    | Роли    |
| ---- | -------------------------- | ----------------------------------- | ------------------- | ----------------------------------- | ------- |
| 1954 | 蛇姫様 第一部 千太郎あで姿 | Хэби химэсама 1: Сэнтаро: адэсугата |                     | Принцесса змей 1: Красавчик Сэнтаро | Сэнтаро |
| 1954 | 蛇姫様 第二部 緋牡丹地獄   | Хэби химэсама 2: Акэботан дзигоку   |                     | Принцесса змей 2: Адский цветок     | Сэнтаро |
| 1954 | 蛇姫様 第三部 恋慕街道     | Хэби химэсама 3: рэмбо кайдо:       |                     | Принцесса змей 3: Дорога любви      | Сэнтаро |

| Год  | Японское название              | Транслитерация | Английское название | Русское название | Роли            |
| ---- | ------------------------------ | -------------- | ------------------- | ---------------- | --------------- |
| 1954 | 三日月童子 第一篇 剣雲槍ぶすま |                |                     |                  | Микадзуки Додзи |
| 1954 | 三日月童子 第二篇 天馬空を征く |                |                     |                  | Микадзуки Додзи |
| 1954 | 三日月童子 完結篇 万里の魔境   |                |                     |                  | Микадзуки Додзи |

| Год  | Японское название          | Транслитерация | Английское название | Русское название | Роли           |
| ---- | -------------------------- | -------------- | ------------------- | ---------------- | -------------- |
| 1954 | 竜虎八天狗 第一部 水虎の巻 |                |                     |                  | Санада Дайсукэ |
| 1954 | 竜虎八天狗 第二部 火龍の巻 |                |                     |                  | Санада Дайсукэ |
| 1954 | 竜虎八天狗 第三部 鳳凰の巻 |                |                     |                  | Санада Дайсукэ |
| 1954 | 竜虎八天狗 完結篇 追撃の巻 |                |                     |                  | Санада Дайсукэ |

| Год  | Японское название                       | Транслитерация                                               | Английское название | Русское название | Роли     |
| ---- | --------------------------------------- | ------------------------------------------------------------ | ------------------- | ---------------- | -------- |
| 1954 | 新諸国物語 笛吹童子 第一部 どくろの旗   | Shin Shokoku Monogatari Fuefuki Dōji 1: Dokuro no Hata       | Clan revival        |                  | Хагимару |
| 1954 | 新諸国物語 笛吹童子 第二部 幼術の闘争   | Shin Shokoku Monogatari Fuefuki Dōji 2: Yōjutsu no Tōsō      |                     |                  | Хагимару |
| 1954 | 新諸国物語 笛吹童子 第三部 満月城の凱歌 | Shin Shokoku Monogatari Fuefuki Dōji 3: Mangetsu-jō no Gaika |                     |                  | Хагимару |

| Год  | Японское название                     | Транслитерация                                                | Английское название | Русское название | Роли      |
| ---- | ------------------------------------- | ------------------------------------------------------------- | ------------------- | ---------------- | --------- |
| 1954 | 新諸国物語 紅孔雀 第一篇 那智の小天狗 | Shin Shokoku Monogatari Beni Kujaku 1: Nachi no Kotengu       |                     |                  | Укинэмару |
| 1955 | 新諸国物語 紅孔雀 第二篇 呪いの魔笛   | Shin Shokoku Monogatari Beni Kujaku 2: Noroi no Mateki        |                     |                  | Укинэмару |
| 1955 | 新諸国物語 紅孔雀 第三篇 月の白骨城   | Shin Shokoku Monogatari Beni Kujaku 3: Tsuki no hakotsu shiro |                     |                  | Укинэмару |
| 1955 | 新諸国物語 紅孔雀 第四篇 剣盲浮寝丸   | Shin Shokoku Monogatari Beni Kujaku 4: Kenmō Ukenemaru        |                     |                  | Укинэмару |
| 1955 | 新諸国物語 紅孔雀 完結篇 廃墟の秘宝   | Shin Shokoku Monogatari Beni Kujaku Z: Haikyo no Hihō         |                     |                  | Укинэмару |

| Год  | Японское название              | Транслитерация                      | Английское название | Русское название | Роли                   |
| ---- | ------------------------------ | ----------------------------------- | ------------------- | ---------------- | ---------------------- |
| 1955 | 百面童子 第一篇 ギヤマンの秘密 | Hyakumen Dōji 1: Giyaman no himitsu |                     |                  | Хякумэн Додзи, Сагэнта |
| 1955 | 百面童子 第二篇 サタンの窟     | Hyakumen Dōji 2: Satan no Iwaya     |                     |                  | Хякумэн Додзи, Сагэнта |
| 1955 | 百面童子 第三篇 バテレンの宴   | Hyakumen Dōji 3: Bateren no Utage   |                     |                  | Хякумэн Додзи, Сагэнта |
| 1955 | 百面童子 完結篇 イスラムの女王 | Hyakumen Dōji Z: Isuramu no Joō     |                     |                  | Хякумэн Додзи, Сагэнта |

| Год  | Японское название          | Транслитерация                         | Английское название | Русское название | Роли                    |
| ---- | -------------------------- | -------------------------------------- | ------------------- | ---------------- | ----------------------- |
| 1955 | 弓張月 第一篇 筑紫の若武者 | Yumiharizuki 1: Chikushi no Wakamusha  |                     |                  | Тиндзэй Хатиро Тамэтомо |
| 1955 | 弓張月 第二篇 運命の白縫姫 | Yumiharizuki 2: Unmei no Shiranui Hime |                     |                  | Тиндзэй Хатиро Тамэтомо |
| 1955 | 弓張月 完結篇 南海の覇者   | Yumiharizuki Z: Nankai no Hasha        |                     |                  | Тиндзэй Хатиро Тамэтомо |

| Год  | Японское название     | Транслитерация   | Английское название | Русское название    | Роли       |
| ---- | --------------------- | ---------------- | ------------------- | ------------------- | ---------- |
| 1955 | 雄呂血の秘宝          | Orochi no Hihō   |                     | Змеиное сокровище   | Гэндзимару |
| 1955 | 雄呂血の秘宝 完結後篇 | Orochi no Hihō 2 |                     | Змеиное сокровище 2 | Гэндзимару |

| Год  | Японское название              | Транслитерация                                   | Английское название | Русское название | Роли              |
| ---- | ------------------------------ | ------------------------------------------------ | ------------------- | ---------------- | ----------------- |
| 1956 | 異国物語 ヒマラヤの魔王        | Ikoku Monogarari Himaraya no Maō                 |                     |                  | Нагумо Саманосукэ |
| 1956 | 異国物語 ヒマラヤの魔王 双竜篇 | Ikoku Monogarari Himaraya no Maō: Souryū hen     |                     |                  | Нагумо Саманосукэ |
| 1956 | 異国物語 ヒマラヤの魔王 日月篇 | Ikoku Monogarari Himaraya no Maō: Jitsugetsu ken |                     |                  | Нагумо Саманосукэ |

| Год  | Японское название                | Транслитерация                                                | Английское название    | Русское название                        | Роли           |
| ---- | -------------------------------- | ------------------------------------------------------------- | ---------------------- | --------------------------------------- | -------------- |
| 1956 | 新諸国物語 七つの誓い 黒水仙の巻 | Shin Shokoku Monogatari Nanatsu no Chikai: Kuro Suisen no Kan | The Seven Vows, Part 1 | Семеро Поклявшихся: Черный Нарцисс      | «Черная Маска» |
| 1957 | 新諸国物語 七つの誓い 奴隷船の巻 | Shin Shokoku Monogatari Nanatsu no Chikai: Doreimone no Kan   | The Seven Vows, Part 2 | Семеро Поклявшихся: Невольничий корабль | «Черная Маска» |
| 1957 | 新諸国物語 七つの誓い 凱旋歌の巻 | Shin Shokoku Monogatari Nanatsu no Chikai: Gaisen uta no Kan  | The Seven Vows, Part 3 | Семеро Поклявшихся 3: Песнь победы      | «Черная Маска» |

| Год  | Японское название          | Транслитерация                   | Английское название               | Русское название              | Роли                            |
| ---- | -------------------------- | -------------------------------- | --------------------------------- | ----------------------------- | ------------------------------- |
| 1956 | 鞍馬天狗 第一話 白馬の密使 | Kurama Tengu 1: Hakuba no Misshi |                                   |                               | Курама Тэнгу ((Курата Тэндзэн)) |
| 1957 | 鞍馬天狗 角兵衛獅子        | Kurama Tengu: Kakubeijishi       |                                   | Курама Тэнгу: Уличный акробат | Курама Тэнгу ((Курата Тэндзэн)) |
| 1957 | 鞍馬天狗 御用盗異聞        | Kurama Tengu: Goyōtōibun         |                                   |                               | Курама Тэнгу ((Курата Тэндзэн)) |
| 1959 | 鞍馬天狗                   | Kurama Tengu                     | Kurama Tengu / Goblin in Stirrups | Курама Тэнгу                  | Курама Тэнгу ((Курата Тэндзэн)) |

| Год  | Японское название | Транслитерация     | Английское название | Русское название | Роли |
| ---- | ----------------- | ------------------ | ------------------- | ---------------- | ---- |
| 1957 | 若獅子大名        | Wakajishi Daimyō   |                     |                  |      |
| 1957 | 若獅子大名 完結篇 | Wakajishi Daimyō 2 |                     |                  |      |

| Год  | Японское название | Транслитерация      | Английское название   | Русское название | Роли           |
| ---- | ----------------- | ------------------- | --------------------- | ---------------- | -------------- |
| 1957 | 佐々木小次郎      | Sasaki Kojirō       | Sasaki Kojiro         | Сасаки Кодзиро   | Сасаки Кодзиро |
| 1957 | 佐々木小次郎 後篇 | Sasaki Kojirō kōhen | Sasaki Kojiro, Part 2 | Сасаки Кодзиро 2 | Сасаки Кодзиро |

| Год  | Японское название | Транслитерация        | Английское название                                | Русское название                     | Роли           |
| ---- | ----------------- | --------------------- | -------------------------------------------------- | ------------------------------------ | -------------- |
| 1957 | 任侠清水港        | Ninkyō Shimizu-minato | Port of Honor                                      | Рыцари порта Симидзу / Порт чести    | Ситигоро       |
| 1958 | 任侠東海道        | Ninkyō Tokaidō        | A chivalrous spirit                                | Дух благородства / Рыцари Токайдо    | Осэ но Хангоро |
| 1960 | 任侠中仙道        | Ninkyō Nakasendō      | Gambler's Code on the Nakasendo / Road of Chivalry | Рыцари Накасэндо / Путь благородства |                |

| Год  | Японское название     | Транслитерация                  | Английское название | Русское название                 | Роли       |
| ---- | --------------------- | ------------------------------- | ------------------- | -------------------------------- | ---------- |
| 1957 | 水戸黄門              | Mito Kōmon                      | Lord Mito           | Мито Комон                       | Сукэсабуро |
| 1959 | 水戸黄門 天下の副将軍 | Mito Komon Tenka no Fuku Shogun | Lord Mito 2         | Мито Комон 2: Правая рука сёгуна | Сукэсабуро |
| 1960 | 水戸黄門              | Mito Kōmon                      | Lord Mito 3         | Мито Комон 3                     | Сукэсабуро |

| Год  | Японское название | Транслитерация   | Английское название       | Русское название | Роли |
| ---- | ----------------- | ---------------- | ------------------------- | ---------------- | ---- |
| 1958 | 大菩薩峠 第二部   | Daibosatsutōge 2 | Swords in the Moonlight 2 |                  |      |
| 1959 | 大菩薩峠 完結篇   | Daibosatsutōge Z |                           |                  |      |

| Год  | Японское название         | Транслитерация                     | Английское название                                                      | Русское название                           | Роли                |
| ---- | ------------------------- | ---------------------------------- | ------------------------------------------------------------------------ | ------------------------------------------ | ------------------- |
| 1958 | ひばり捕物帖 かんざし小判 | Hibari torimonochō: Kanzashi koban | Detective Hibari 1: The Case of the Golden Hairpins / Edo Girl Detective | Детектив в юбке 1: Дело о золотых заколках | «ронин» Сасаки Хёма |
| 1958 | ひばり捕物帖 自雷也小判   | Hibari torimonochō: Jiraiya koban  | Detective Hibari 2: Secret of the Golden Coin                            | Детектив в юбке 2: Молнии и золотые монеты | «ронин» Сасаки Хёма |
| 1959 | ひばり捕物帖 ふり袖小判   | Hibari Torimonochō: Furisode Koban | Detective Hibari 3: Hidden Coin                                          | Детектив в юбке 3: Летучие монеты          | «ронин» Сасаки Хёма |
| 1960 | ひばり捕物帖 折鶴駕篭     |                                    |                                                                          |                                            | «ронин» Сасаки Хёма |

| Год  | Японское название       | Транслитерация                                 | Английское название                 | Русское название | Роли               |
| ---- | ----------------------- | ---------------------------------------------- | ----------------------------------- | ---------------- | ------------------ |
| 1958 | 旗本退屈男              | Hatamoto taikutsu otoko                        |                                     |                  | Момоти Саннодзё    |
| 1961 | 旗本退屈男 謎の七色御殿 | Hatamoto taikutsu goten: Nazo no nanairo goten |                                     |                  | Суттоби но Хангоро |
| 1962 | 旗本退屈男 謎の珊瑚屋敷 | Hatamoto taikutsu otoko: Nazo no sango yashiki |                                     |                  |                    |
| 1963 | 旗本退屈男 謎の龍神岬   | Hatamoto taikutsu otoko: Nazo no ryujin misaki | Bored hatamoto: The mysterious cape |                  | Саманосукэ         |

| Год  | Японское название         | Транслитерация                         | Английское название | Русское название | Роли               |
| ---- | ------------------------- | -------------------------------------- | ------------------- | ---------------- | ------------------ |
| 1959 | 長七郎旅日記 魔の影法師   | Chōshichirō Tabinikki: Ma no Kagebōshi |                     |                  | Мацудайра Тёситиро |
| 1959 | 長七郎旅日記 はやぶさ天狗 | Chōshichirō Tabinikki: Hayabusa Tengu  |                     |                  | Мацудайра Тёситиро |

| Год  | Японское название | Транслитерация | Английское название      | Русское название | Роли   |
| ---- | ----------------- | -------------- | ------------------------ | ---------------- | ------ |
| 1962 | ちいさこべ 第一部 | Chiisakobe     | Carpenter and Children   |                  | Васити |
| 1962 | ちいさこべ 第二部 | Chiisakobe 2   | Carpenter and Children 2 |                  | Васити |

### Прочие кинофильмы
| Год  | Японское название         | Транслитерация                              | Английское название                                                                     | Русское название                             | Роли                          |
| ---- | ------------------------- | ------------------------------------------- | --------------------------------------------------------------------------------------- | -------------------------------------------- | ----------------------------- |
| 1954 | 新選組鬼隊長              | Shinsengumi Onitaichō                       | The Last of Samurai                                                                     |                                              | Токугава Ёсинобу              |
| 1955 | 大江戸千両囃子            | Oedo Senryō Bayashi                         | The swordsman and the actress                                                           | Мечник и актриса                             | Эдзима Гэннодзё               |
| 1955 | 勢ぞろい喧嘩若衆          | Seizoroi Kenka Wakashū                      |                                                                                         |                                              | Нанго Рикимару                |
| 1955 | 侍ニッポン 新納鶴千代     | Samurai Nippon: Shinnō Tsuruchiyo           |                                                                                         |                                              | Синно Цурутиё                 |
| 1955 | ふり袖小天狗              | Furisode Kotengu                            |                                                                                         |                                              | Кинго                         |
| 1955 | 阿修羅四天王              | Ashura Shitennō                             |                                                                                         |                                              | Синсукэ                       |
| 1955 | サラリーマン 目白三平     | Sarariiman Mejiro Sanpei                    |                                                                                         | Сампэй Мэдзиро, служащий                     | младший босс                  |
| 1955 | 闇太郎変化                | Yamitarō Henge                              |                                                                                         |                                              | Адзума Иппэй, Гондзиро        |
| 1955 | ふり袖侠艶録              | Furisode Kyō Enroku                         |                                                                                         |                                              | Умэгаки Ио                    |
| 1955 | 怪談牡丹燈籠              | Kaidan Botan Tōrō                           |                                                                                         |                                              | Хагихара Синдзабуро           |
| 1955 | 美女と怪龍                |                                             | The Beauty and the Dragon                                                               |                                              | Фумия Тоёхидэ                 |
| 1956 | 羅生門の妖鬼              | Rashōmon no Yōki                            |                                                                                         |                                              | Ватанабэ но Цуна              |
| 1956 | 忍術左源太                | Ninjutsu Sagenta                            |                                                                                         | Ниндзя Сагэнта                               | Тогагуси Сагэнта              |
| 1956 | 赤穂浪士 天の巻 地の巻    | Akō Rōshi: Ten no Maki, Chi no Maki (англ.) |                                                                                         | Замок Ако: Книга Небес, Книга Земли          | Асано Такуми но Ками (англ.)  |
| 1956 | 名君剣の舞                | Meikun ken no mai                           |                                                                                         |                                              | Кидзурэгава Хидэнао           |
| 1956 | 剣豪二刀流                | Kengō Nitō Ryū                              |                                                                                         |                                              | Сасаки Кодзиро                |
| 1956 | 白扇 みだれ黒髪           | Hakusen Midare Kurokami                     |                                                                                         |                                              |                               |
| 1956 | 剣法奥儀 飛剣鷹の羽       | Kempo okugihi ken takanoha                  |                                                                                         |                                              | Итимори Садаю                 |
| 1956 | 満月あばれ笠              | Mangetsu Abaregasa                          |                                                                                         |                                              | Ярадзу но Кампати             |
| 1956 | 夕日と拳銃 日本篇 大陸篇  | Yūhi to Kenjū                               |                                                                                         |                                              |                               |
| 1956 | 曽我兄弟 富士の夜襲       | Soga Kyōdai Fuji no Yashū                   |                                                                                         |                                              | Сога Сукэнари (яп.)           |
| 1956 | やくざ大名                | Yakuza Daimyō                               |                                                                                         |                                              | Хидэтиё-кун                   |
| 1956 | 神変美女桜                | Shinpen Bijozakura                          |                                                                                         |                                              | Акидзуки Дзюдаю               |
| 1957 | 純情部隊                  | Junjō Butai                                 |                                                                                         |                                              | офицер Уно                    |
| 1957 | ふり袖捕物帖 ちりめん駕籠 | Furisode Torimonochō: Chirimen Kago         |                                                                                         | Детектив в фурисодэ: Шелковый паланкин       | Акияма Юдзиро                 |
| 1957 | 日清戦争風雲秘話 霧の街   | Nisshinsensou Fūun Hiwa no Machi            |                                                                                         |                                              | Асака Рэйитиро                |
| 1957 | 怪談番町皿屋敷            | Kaidan Banchō Sarayashiki                   | Ghost in the well / The Story of Okiku / Ghost story of broken dishes at Bancho Mansion | Призрак из колодца / История Окику           | хатамото Аояма Харима         |
| 1957 | 満月乙女笠                | Mangetsu Otome Gasa                         |                                                                                         |                                              | повар Синсукэ                 |
| 1958 | 素っ飛び笠                | Suttobi Gasa                                |                                                                                         |                                              | Иносукэ                       |
| 1958 | 忍術水滸伝 稲妻小天狗     | Ninjutsu Suiko-den Inazuma Kotengu          | The Scroll’s Secret                                                                     |                                              |                               |
| 1958 | 江戸の花笠                | Edo no Hanagasa                             | Kabuki Vengeance                                                                        | Шляпа с цветами из Эдо / Месть актера кабуки | Гэннодзё, Конэн               |
| 1958 | 丹下左膳 / 新丹下左膳     | Tange Sazen / Shin Tange Sazen              | Tange Sazen / Shin Tange Sazen / Secret of the Golden Spell                             | Танге Садзэн / Новый Танге Садзэн            | сёгун Ёсимунэ                 |
| 1958 | 大江戸七人衆              | O-Edo Shinchininshu                         | Seven from Edo                                                                          | Семеро из Эдо                                | Мурамаки Гэндзабуро           |
| 1958 | 伊那の勘太郎              | Ina no Kantarō                              |                                                                                         | Кантаро из Ины                               | Ина но Кантаро                |
| 1958 | 血汐笛                    | Tishio Fue                                  |                                                                                         |                                              | Кирара Мондо                  |
| 1958 | 新選組                    | Shinsengumi                                 | Shinsengumi / The Shogun’s Guard                                                        | Синсэнгуми                                   | Курама Тэнгу (Курата Тэндзэн) |
| 1958 | 喧嘩太平記                | Kenka Taiheiki                              | The man with tattoo of red carp                                                         |                                              |                               |
| 1958 | 隠密七生記                | Onmitsu Shichishoki                         | The Abandoned Swords                                                                    | Брошенные мечи                               | Цубаки Гэнтаро                |
| 1958 | 唄祭り かんざし纏         | Utamatsuri Kanzashi Matoi                   | Girl With The Fire Banner                                                               |                                              | Акидзуки Синтаро              |
| 1959 | 忠臣蔵 桜花の巻 菊花の巻  | Chushingura: ōka no maki, kikka no maki     | The Great Avengers / 47 Masterless Samurai                                              |                                              | Окасима Ясоэмон               |
| 1959 | たつまき奉行              | Tatsumaki Bugyō                             | Whirlwind Magistrate                                                                    |                                              | Сансиро                       |
| 1959 | 紅だすき喧嘩状            | Kurenai Dasuki Kenkajo                      |                                                                                         |                                              | Накаяма Ясубэй                |
| 1959 | ふたり若獅子              | Futari Wakajishi                            | Young Chevaliers                                                                        |                                              | Синкуро                       |
| 1959 | 旗本退屈男 謎の大文字     |                                             | Mysterious Fire                                                                         |                                              | Касануки Симпати              |
| 1959 | 血闘水滸伝 怒濤の対決     | Ketto Suikoden Dotō no Taiketsu             | A Spectacular Showdown                                                                  |                                              | Киётаки но Сакити             |
| 1959 | 大岡政談 千島の印篭       | Ōoka Seidan Tidori no Inrō                  |                                                                                         |                                              | Ёносукэ                       |

| Год  | Японское название                 | Транслитерация                                      | Английское название                                  | Русское название                                                | Роли                         |
| ---- | --------------------------------- | --------------------------------------------------- | ---------------------------------------------------- | --------------------------------------------------------------- | ---------------------------- |
| 1960 | 孔雀秘帖                          |                                                     | The second bullet                                    |                                                                 | Хагами Гэнта                 |
| 1960 | 野狐笛 花吹雪一番纏               | Nokitsune Fue: Hanafubuki Ichiban Matoi             |                                                      |                                                                 | Нокицунэ Сандзи              |
| 1960 | 若桜千両槍                        | Wakasa senryō yari                                  |                                                      |                                                                 | Сасано Гондзабуро            |
| 1960 | 弥太郎笠                          | Yataro Gasa                                         | Yakuza of Ina / My friend Death                      |                                                                 |                              |
| 1960 | 天保六花撰 地獄の花道             | Tenpō rokkasen: Jigoku no hanamichi                 |                                                      |                                                                 | Канэко Итинодзё              |
| 1960 | 暴れん坊兄弟                      | Abarenbō Kyōdai                                     | Unwieldy brothers                                    |                                                                 | Тайсукэ                      |
| 1960 | 半七捕物帖 三つの謎               | Hanshichi Torimonochō Mitsu no Nazo                 | Cases of Hanshichi                                   | Записки сыщика Хансити: три тайны                               |                              |
| 1960 | 嫁さがし千両勝負 恋しぐれ千両勝負 | Yome sagashi senryō shōbu: Koi shigure senryō shōbu |                                                      |                                                                 | Бакутаро                     |
| 1960 | 素浪人百万石                      | Surōnin Hyakumangoku                                | Queen of the Treasure Island                         | Ронин с миллионом коку                                          |                              |
| 1960 | あばれ駕籠                        | Abare kago                                          | The Night Walker                                     |                                                                 | Инабакодзо Синсукэ           |
| 1960 | 若き日の次郎長 東海の顔役         |                                                     | The Woman’s Testament                                |                                                                 | Сангоро                      |
| 1961 | 花かご道中                        | Hanakago dōchū                                      | Flowers on the Road                                  | Цветы на дороге                                                 | Сантаро                      |
| 1961 | 赤穂浪士                          | Akō Rōshi                                           | Ako Roshi                                            | Замок Ако / Ронины из Ако                                       | Хорибэ Ясубэй                |
| 1961 | さいころ奉行                      | Saikoro Bugyō                                       |                                                      |                                                                 |                              |
| 1961 | 八荒流騎隊                        | Hakkō ryūkitai                                      |                                                      |                                                                 |                              |
| 1961 | はやぶさ大名                      | Hayabusa daimyō                                     |                                                      |                                                                 |                              |
| 1961 | 幽霊島の掟                        | Yurei-jima no okite                                 | Law in Ghost Island                                  | Закон Чёртова Острова                                           | Бундзи                       |
| 1961 | 出世武士道                        | Shusse busidō                                       |                                                      |                                                                 |                              |
| 1961 | 反逆児                            | Hangyakuji                                          | The conspirator                                      | Заговорщик                                                      | Хаттори Хандзо               |
| 1962 | ひばり・チエミの弥次喜多道中記    | Hibari Chiemi no Yaji Kita Dōchū                    | Travels of Hibari and Chiemi: The Tumultuous Journey | Путешествие Хибари и Тиэми: «Записки о похождениях Ядзи и Киты» | детектив Акидзуки Ситинодзё  |
| 1962 | 丹下左膳 乾雲坤竜の巻             | Tange Sazen: Kan unkunryū no maki                   |                                                      |                                                                 | Ёкити                        |
| 1962 | あべこべ道中                      | Abekobe dōchū                                       |                                                      |                                                                 |                              |
| 1962 | 紀州の暴れん坊                    | Kishū no abarenbō                                   |                                                      |                                                                 | Оока Тадасукэ (Оока Этидзэн) |
| 1962 | 酔いどれ無双剣                    | Yoidore Musōken                                     | The Drunken Sword                                    | Пьяный Меч                                                      | Каваками Сатоси              |
| 1962 | きさらぎ無双剣                    | Kisaragi Musōken                                    |                                                      |                                                                 | Токугава Ёсимунэ             |
| 1962 | 柳生武芸帳 独眼一刀流             | Yagyu Bugeichō Dokugan Ittō Ryū                     | Yagyu Chronicles 4: One-eyed Swordsman               | Хроники клана Ягю 4: Одноглазый фехтовальщик                    | Иэмицу                       |
| 1962 | 髑髏銭                            | Dokurosen                                           |                                                      |                                                                 |                              |
| 1962 | 若ざくら喧嘩纏                    | Wakazakura kenkamatoi                               |                                                      |                                                                 | Никуми но Тёгоро             |
| 1962 | 薩陀峠の対決                      | Satsuda tōgenottō                                   |                                                      |                                                                 | Кэйносукэ                    |
| 1963 | 勢揃い東海道                      |                                                     |                                                      |                                                                 | Тэрадзу но Кэнсукэ           |
| 1963 | 関東遊侠伝 利根の朝焼け           | Kantō yūkyōden tone no asayake                      |                                                      |                                                                 | Сандзюро                     |
| 1963 | 十七人の忍者                      | Jushichinin no Ninja                                | Seventeen Ninja                                      | Семнадцать ниндзя                                               |                              |
| 1963 | 九ちゃん刀を抜いて                | Kyūchan katanaonuite                                |                                                      |                                                                 |                              |
| 1963 | めくら狼                          | Mekura ookami                                       |                                                      | Слепой волк                                                     | Сутэгоро                     |
| 1963 | 無法の宿場                        | Muhō no shukuba                                     |                                                      |                                                                 |                              |
| 1963 | 柳生武芸帳 片目の忍者             | Yagyu Bugeichō: Katame no Ninja                     | Yagyu Chronicles 8: The one-eyed ninja               | Хроники клана Ягю 8: Одноглазый ниндзя                          | Тайсукэ                      |
| 1964 | 悪坊主侠客伝                      | Akubō Kyōkyakuden                                   |                                                      |                                                                 | Синигами но Гэндзи           |
| 1966 | 沓掛時次郎 遊侠一匹 (яп.)         | Kutsukake Tokijiro Yukyo ippiki                     |                                                      |                                                                 | Сандзо                       |
| 1966 | 男の顔は切札                      |                                                     | Debt of Honor                                        | Долг чести                                                      | Сёхати                       |

| Год  | Японское название       | Транслитерация                       | Английское название | Русское название | Роли           |
| ---- | ----------------------- | ------------------------------------ | ------------------- | ---------------- | -------------- |
| 1979 | 金田一耕助の冒険 (яп.)  | Kindaichi Kōsuke no bōken            |                     |                  | Кодзюро Акэти  |
| 1990 | ジパング                | Jipangu                              | Zipang              | Зипанг           | Токугава Иэясу |
| 1993 | 姐 極道を愛した女・桐子 | Anego Gokudō wo aishita onna: Kiriko |                     |                  | Вакаса         |
| 1998 | ザ・ハリウッド          | Za Hariuddo                          | The Hollywood       | Голливуд         | Оноэ Синносукэ |

### Телесериалы
| Студия, годы             | Японское название      | Транслитерация             | Английское название                              | Русское название                             | Роли                    |
| ------------------------ | ---------------------- | -------------------------- | ------------------------------------------------ | -------------------------------------------- | ----------------------- |
| NHK, 1966                | 源義経                 | Minamoto no Yoshitsune     | Minamoto no Yoshitsune                           | Минамото но Ёсицунэ (по реальному персонажу) | Тайра но Мунэмори       |
| Fuji TV, 1966            | 三匹の侍               | Sanbiki no Samurai         | Three little samurai                             | Три маленьких самурая                        |                         |
| TBS, 1967-1968           | 風                     | Kaze                       | The Wind                                         | Ветер                                        |                         |
| NHK, 1969-1970           | 鞍馬天狗               | Kurama Tengu               | Kurama Tengu                                     | Курама Тэнгу                                 |                         |
| TBS, 1970                | 水戸黄門               | Mito Kōmon                 | Mito Komon                                       | Мито Комон                                   |                         |
| Tokyo Channel 12, 1970   | 日本怪談劇場           | Nihon Kaidan Gekijō        | Japanese Ghost Theater / Japanese Kaidan Theater | Театр Страшных Японских Историй              |                         |
| ABC, 1971                | 天皇の世紀             | Tennō no Seiki             |                                                  | Век Императора                               | Хасимото Санэакира      |
| TV Asahi/Toei, 1979-1980 | バトルフィーバーJ      | Batoru Fībā Jei            | Battle Fever J                                   |                                              | генерал Тэцудзан Курама |
| Fuji TV, 1981            | 二人の武蔵             |                            |                                                  |                                              | Сасаки Кодзиро          |
| Nihon TV, 1982-1983      | あんちゃん             | Anchan                     |                                                  | Братец                                       | Утида Кунио             |
| NHK, 1985                | 真田太平記             | Sanada Taiheiki            |                                                  |                                              | Ягю Мунэтоси            |
| TBS, 1986                | 痛快!OL通り            | Tsuukai! Ōeru dōri         |                                                  | Класс! Улица секретарш!                      | Осагава                 |
| Nihon TV, 1989           | 明日はアタシの風が吹く | あしたはアタシのかぜがふく |                                                  |                                              |                         |
| NHK, 1989                | 晴のちカミナリ         | Hare no Chikaminari        |                                                  |                                              |                         |
| KTV, 1989                | 裸の大将放浪記         | Hadaka no Taishō Hōrōki    |                                                  |                                              |                         |
| TV Asahi/Toei, 1989-1990 | 機動刑事ジバン         | Kidō Keiji Jiban           | Mobile Sheriff Jiban                             |                                              | иэмото школы нихон буё  |
| TBS, 1990                | 鳴門秘帖               | Naruto Hichō               |                                                  |                                              |                         |
| TBS, 1990                | 忠臣蔵                 | Chushingura                | Chushingura                                      | Тюсингура                                    | Киракодзу Кэносукэ      |
| NHK, 1990-1991           | 京、ふたり             | Kyō, Futari                |                                                  |                                              | дедушка Масао           |

## Награды
1996 - Приз Ассоциации Кинокритиков Японии (Japan Movie Critics Awards (яп.)) Golden Glory

## Память об актере

### Книги
«Тиёносукэ Адзума — Золотой век тямбара студии Тоэй» (яп. 東千代之介―東映チャンバラ黄金時代 Адзума Тиёносукэ — То:эй тямбара о:гондзидай)

### Документальные фильмы
1981 — Chambara graffiti: Kill! (яп. ちゃんばらグラフィティー 斬る！ Chanbara gurafiti: Kiru!)